# Sierra de Cazorla (comarca)
Sierra de Cazorla (también llamada Alto Guadalquivir o comarca de Cazorla) es el nombre de una comarca de la provincia de Jaén (España). Una parte significativa de su territorio forma parte del parque natural de las Sierras de Cazorla, Segura y Las Villas.

## Municipios
La comarca Sierra de Cazorla se compone de los siguientes municipios:
| Escudo | Municipio       | Superficie (km2) | Población (2024) | Densidad (hab./km2) |
| ------ | --------------- | ---------------- | ---------------- | ------------------- |
|        | Cazorla         | 305,40           | 7 012            | 22,96               |
|        | Chillévar       | 37,70            | 1 322            | 35,07               |
|        | Hinojares       | 40,04            | 343              | 8,57                |
|        | Huesa           | 138,43           | 2 419            | 17,47               |
|        | La Iruela       | 123,87           | 1 867            | 15,07               |
|        | Peal de Becerro | 147,24           | 5 276            | 35,83               |
|        | Pozo Alcón      | 138,61           | 4 550            | 32,83               |
|        | Quesada         | 328,70           | 4 952            | 15,07               |
|        | Santo Tomé      | 73,42            | 2 077            | 28,29               |
|        | Total           | 1 333,41         | 29 818           | 22,36               |

## Economía
La economía de la comarca se basa principalmente en dos pilares: el turismo (fundamentalmente rural) y la agricultura. El primero, se da en mayor cantidad en Cazorla y en las cercanías e interior del parque natural. La agricultura, por su parte, se da en el resto del territorio, destacando el cultivo del olivar, aunque en las vegas de los ríos también son comunes las huertas y cultivos como el del espárrago.

## Comunicaciones
Las comunicaciones entre los municipios no son demasiado buenas debido, principalmente, a la orografía del terreno, aunque han manifestado una considerable mejoría en los últimos años. Aun así, algunos núcleos de la zona sudeste, como Pozo Alcón o Hinojares, quedan en una situación menos accesible que el resto.

## Música
Al igual que otras comarcas de Andalucía la Alta, la Sierra de Cazorla conserva la jota (música), de la que se celebran certámenes.